# Segunda Batalla de Beruna
La Segunda Batalla de Beruna es una batalla ficticia en el mundo de fantasía de la serie Las Crónicas de Narnia de C. S. Lewis entre los "viejos" narnianos y los telmarinos. Es una de las varias batallas en las Crónicas de Narnia.

## Historia
Siguiendo a la victoriosa conquista del Gran Rey Peter de Narnia de manos de la Bruja Blanca, él y sus hermanos reinaron como reyes por varios años hasta el año 1015, que es cuando regresan a nuestro mundo. En el año 1998 Narnia fue invadida por una raza de hombres provenientes del país de Telmar, bajo el mando del Caspian I y cayó ante ellos poco después. Los telmarinos asesinaron brutalmente a la mayoría de los narnianos, obligándolos a esconderse.
Varios siglos después (en el año narniano 2303), Príncipe Caspian X huye hacía el bosque, perseguido desde el castillo telmarino por los hombres de su tío, el usurpador Miraz. Finalmente, fue rescatado por un trío de narnianos, un tejón llamado Buscatrufas, un Enano Oscuro llamado Nikabrik y un enano rojo llamado Trumpkin. Estos tres ayudaron a Caspian a reunir un pequeño ejército de sobrevivientes de Narnia, y comenzaron a declarar la guerra a los telmarinos y a Miraz.
Sin embargo, la fortuna de la guerra se convirtió rápidamente en contra del joven príncipe y su ejército, perdiendo una batalla tras otra, hasta que finalmente casi un tercio del ejército se perdió en una batalla liderada por Caspian y el Gigante Wimbleweather. Después de esta fallida batalla, Caspian no dudó e hizo sonar el cuerno de la Reina Susan, llamando a los Pevensie y llevándolos desde su mundo a Narnia. Ellos pronto fueron encontrados por Trumpkin, que los llevó al centro de mando de Caspian, en el Monumento de Aslan.
El Gran Rey Peter y el Príncipe Caspian sabían que su ejército era débil y sufrían de pérdida de la moral. Sin embargo , Susan y Lucy se dieron cuenta de que el gran león, Aslan, había vuelto una vez más a Narnia y se disponía a despertar a los árboles y los ríos de Narnia para luchar junto a ellos. Los dos comandantes se dieron cuenta de que todos sus planes ahora dependían del tiempo y la paciencia. Edmund fue enviado al campamento de Miraz para dar a Miraz un desafío de Peter de luchar hasta la muerte en combate singular. Dos señores disidentes de Miraz, Glozelle y Sopespian, logran incitar a Miraz a aceptar la oferta de Edmund. Los hombres que llevaría Miraz serían Glozelle, Sopespian, y un barón telmarino no identificado como mariscales, mientras que Peter llevaría al centauro Vendaval, el Gigante Wimbleweather, y el Oso Bulgy. La lucha le iba bien a Peter hasta que Miraz se desliza sobre una mata. Sopespian declara traición indicando que Peter atacó a Miraz en la espalda mientras estaba en el suelo, comenzando así la batalla.

### La batalla
Después del supuesto "movimiento ilegal" de Peter durante el duelo, Lord Sopespian y un telmarino anónimo llevaron a la carga a los telmarinos en contra de los viejos narnianos. Durante la estampida y la confusión, Lord Miraz fue apuñalado por la espalda por Glozelle causándole la muerte (que dice "eso es por su insulto, de esta mañana" ), esto pasó desapercibido por todos los demás. Durante la batalla, Reepicheep se escapa y es gravemente herido. mientras los telmarinos parecen tomar la sartén por el mango, Aslan y un ejército de Dríades despertados ayudaron a combatir en la mesa de piedra, haciendo que las tropas telmarinas rompan rápidamente su formación y huyan hacia Beruna. Sin embargo, los restantes telmarinos eran incapaces de escapar ya que Baco había destruido el puente que "atrapaba" al Dios del río.

### Consecuencias
Tras esta victoria, el Trono telmarino estaba ahora vacío y Caspian X pudo finalmente reclamarlo. Aslan ofrece a los telmarinos que no deseen permanecer en Narnia, la oportunidad de viajar a una tierra nueva en el mundo del Gran Rey Peter. Peter y sus hermanos, junto con el general Glozelle, la viuda de Miraz, Prunaprismia, su hijo recién nacido, y muchos otros telmarinos, viajan a través de una puerta convocada por Aslan y regresan a su mundo. Caspian se quedó en Narnia, para ocuparse de la construcción de una nueva nación de narnianos y telmarinos, y poder gobernar bien hasta su muerte.

## Representaciones

### Serie de la BBC
Durante el duelo de Miraz con Peter, la espada de Peter logra herir a Miraz. Cuando Glozelle se acerca a Miraz y le pregunta si está bien, él secretamente saca su daga susurrándole a Miraz "y esto es por el insulto de esta mañana" y lo apuñala. Sopespian anuncia la muerte de Miraz y comienza la lucha. Peter se las arregla para matar a Glozelle y al barón telmarino sin nombre. La cola de Reepicheep es cortada por un telmarino que luego es asesinado por Caspian X. Aslan llega y ruge lo suficiente como para dispersar la batalla.

### Película de Disney
En la película, la Segunda Batalla de Beruna se libró entre los telmarinos y los narnianos. El número de telmarinos llegaba a varios miles de infantería, y unos quinientos de caballería, además de muchas catapultas, mientras que el número narnianos era de unos pocos cientos de arqueros y un pequeño ejército de enanos, faunos, sátiros y bestias que hablan en frente del monumento a Aslan, así como un gigante y una pequeña fuerza de minotauros, centauros, y las bestias que hablan en el interior del monumento. La Reina Susan había vuelto del bosque, después de ser rescatada de los telmarinos por Caspian, y asumió el mando de los arqueros narnianos.
Cuando Peter derrotó a Miraz y Caspian le perdonó la vida, Sopespian ayudó Miraz a levantarse del suelo mientras Miraz le dice a Sopespian que va a ocuparse de él cuando todo hubiera terminado. Sopespian le responde "Ya terminó" y a escondidas apuñala a Miraz con una de las flechas de Susan. Sopespian entonces declara la traición que le indica a los soldados telamarinos que Miraz fue asesinado y montó con Glozelle para dirigir a los soldados telmarinos y que se prepararan para la batalla. Gergiore entonces ataca a Peter.
Después de que Peter se encargara de Gergiore, los telmarinos enviaron su caballería contra los narnianos y activan sus catapultas. Los narnianos, quienes esperaban que los telmarinos deshonraran los términos del duelo, estaban listos para la batalla. Sin embargo después de diez segundos los narnianos que habían estado corriendo a través de las cavernas debajo del campo de batalla destruyeron los pilares que sostenían el suelo, y la caballería telmarina, estando justo encima del suelo suelto, cayó en un sumidero gigante. Mientras Peter y Edmund llevaron al ejército narniano sobre el suelo en contra de la caballería caída, Caspian y sus fuerzas suben de la caverna subterránea a través de dos rampas y rodean la Caballería telmarina, poco después de una lluvia de flechas de Susan y sus arqueros. Sopespian y su ejército comienzan a avanzar en respuesta. Caspian señala para que salgan los grifos cargando con arqueros enanos en sus garras para volar hacia el ejército telmarino y poder disparar a los soldados que están operando las catapultas. Sin embargo, Sopespian tenía un plan de seguridad para los soldados en el terreno de usar ballestas equipadas con flechas que disparan y le dan hasta más de la mitad de los grifos, y los que sobreviven caen de nuevo. Al ver esto, Peter, Caspian y el enormemente superado en número de narnianos se ven obligados a retirarse hacia el Monumento. Sin embargo, el ataque de catapultas posterior dispersa a los arqueros de Narnia y colapsa la entrada del monumento, atrapando a los narnianos sobre el suelo y separándolos de los que quedaban adentro. Los narnianos ahora están atrapados, superados en número y rodeados por los telmarinos, dejándolos casi sin esperanza, y por lo que cargan contra los telmarinos en un último y desesperado intento de resistir lo suficiente para darle tiempo a Lucy de que pueda contactar con Aslan y este pueda ayudar en la batalla.
Estos esfuerzos finalmente dan resultado y Lucy encuentra a Aslan, quien la salva de un telmarino. Aslan, con un gran rugido, despierta a los árboles que se congregan en el campo de batalla para ayudar a los narnianos y derrotar a los telmarinos, incapacitan a Glozelle en el proceso.
Los telmarinos al ver a los árboles huyen hacia el Puente de Beruna, pero al llegar encuentran a Lucy y a Aslan, quien despierta al Dios del Río. Este destruye el puente y engulle a Sopespian. Sin líderes y atrapados, a los telmarinos no les queda más que rendirse ante los narnianos.
Las criaturas que lucharon por Aslan fueron un gigante, los grifos, los enanos, guepardos, ratones, tejones, ardillas, conejos, y los árboles que Aslan había despertado.